# Hrodgaud
Hrodgaud o Rodgald fou duc del Friül des 774 a 776. El més probable és que ja fos duc sota Desideri d'Ístria, però segons fonts franques com els Einhardis Annales, diuen que Carlemany el va posar en el poder després del setge de Pavia (774). El 776, es va rebel·lar contra el seu senyor i, segons alguns, es va declarar rei. Carlemany, però, havia estat advertit de la revolta pel papa Adrià I, al que havia advertit en una carta el Patriarca de Grado, Joan. Adrià, creient que era una conspiració de llombards i romans d'Orient que s'estava gestant contra els francs, dirigida per Arechis II de Benevent, Hildeprand de Spoleto, i Raginald de Clúsium. Per tant, Carlemany ràpidament va creuar els Alps i el va derrotar, reprenent el Friül i Treviso, on va passar la Pasqua; Hrodgaud fou deposat del poder i reemplaçar amb Marcari. Llavors es van col·locar comtes francs a les ciutats de Friül.